# يورغن يورغنسن
يورغن يورغنسن هو مستكشف وقرصان مفوض دنماركي ولد في يوم 29 مارس 1780 في كوبنهاغن، نشط أثناء عصر الثورة وألهم من الثورتين الفرنسية والأمريكية. حارب البريطانيين في البداية وثم أسر في معركة كوبنهاجن. قبل اطلاق سراحه عرض عليه البريطانيين أن يكون تاجر وسيط بينهم وبين أيسلندا فوافق وفي سنة 1809 وأثناء ذهابه إلى أيسلندا قام بالسيطرة عليها وأعلنها جمهورية مستقلة. بعد معرفة البريطانيين بهذا قبضوا عليه ونفوه إلى لندن وتم منعه من الإبحار ثانيةً. هرب بعد ذلك إلى إسبانيا وثم البرتغال، لكن البريطانيين قبضوا عليه في جبل طارق وأعادوه إلى لندن. تورط بديون كبيرة في القمار هناك، فحكم عليه بالنفي إلى أستراليا، وإستقر في تسمانيا وتوفي هناك في سنة 1841. يعتبره الأيسلنديون المعاصرون أحد أبطالهم ويصفونه بملك يوم الشعرة الذهبية.